# Wurlitzer
A wurlitzer egy nyilvános zenegép, amely automatikusan lejátssza a zenedarabokat miután egy érmét vagy zsetont beledobtak, és a hallgató kiválasztotta a kívánt számot. A jukebox kifejezést az 1930-as években kezdték használni az Egyesült Államokban, amely a juke-joint szóból származik, amely egy lokált jelez, ahol az emberek táncolnak; ugyanebben az időszakban juke zenekarok is működtek, jelezve az ott fellépők zenei stílusát.
A wurlitzer általában egy vízszintesen két polcra osztott szekrényből áll, amelyek közül a felsőben általában egy nagy plexi- vagy üveglap látható, amelyen a hanglemezek és lemezjátszók kiválasztásának belső mechanizmusa, míg az alsóban az érmék vezérlése látható, a széf és az elektromos/elektronikus kiválasztási rendszer.
A wurlitzer a flipperrel együtt a bárokban zajló nyilvános szórakoztatás egykori történetét fémjelezte, és számos filmben meg tévésorozatban is megjelent („Fonzie egy jól irányzott ütéssel aktiválta a Happy Daysben”), az ötvenes évek egyik szimbólumaként szerepelt az Egyesült Államokban.

## Működése
Nagyon egyszerű: a beállítás szerint érvényes érme vagy zseton behelyezése után, amely a széfbe esik, a gép lehetővé teszi a billentyűzeten a dal kiválasztását. Amikor, általában egy alfanumerikus kód beadásával kiválasztunk egy zeneszámot, a lemezeket tartalmazó láncmechanizmus (a felső részben) addig mozog, amíg a kiválasztott lemez a mechanikus kar alá nem kerül, amely ráhelyezi a lemezjátszótányérra. Ezen a ponton a tűt leengedik, és elkezdődik a lejátszás, majd a dal végén a lemez visszakerül a tárolóba.

## Története
A Wurlitzer, Seeburg, Rock-Ola és kisebb mértékben az Ami voltak azok a nagy amerikai cégek, amelyek 1930-tól 1960-ig vetélkedtek, amikor is a shouter-jelenség végleg meghonosodott, hogy meghódítsa az Amerikai Egyesült Államok piacát, amelyen ki-ki nyert vagy néha veszített a gyártó döntése miatt, amely lehetővé tette egyre több lemez kiválasztását, vagy aki a krómozást a megfelelőbb helyre tette.
Miután 1889 körül Louis Glass és William S. Arnold feltalált egy pénzérmével működő fonográfos eszközt, amely az első az Edison Class M Electric Fonograph-hoz tartozott, és Coin Actuated Attachment for Phonograph néven szabadalmaztatott (1890) (a zene négy tölcsér egyikén volt hallgatható), az első igazi érmével működő fonográfot 1927-ben mutatta be az Ami, az a gyár, amely már az automata zongorák gyártásában is jeleskedett. Bár ez a cég legalább három évvel megelőzte az összes többit, soha nem sikerült vezető szerepet szereznie az amerikai piacon, de Európa legnagyobb zenegépgyártója lett.
1933-ban, közvetlenül a nagy gazdasági világválságot követő időszakban, a Wurlitzer cég bemutatta első készülékét. A cég a Rock-Olához hasonlóan automata, érmével működő zongorákat is épített; a rádió által azokban az években bekövetkezett széleskörű zeneterjesztés válságba hozta ezt az ágazatot. Az érmével működtetett zongorákat, amelyek egykor dominánsak és mindenhol keresettek voltak, gyorsan félretették az új, elképesztő „hangzó társ” javára. A nagy cégeknek meg kellett védeniük termékeiket; a különböző lemezek közötti választást lehetővé tevő eszköz nyerő választásnak tűnt. Valójában az új zenegép elterjedési sebessége hihetetlen volt, tekintve, hogy csak 1936-ban a Wurlitzer több mint negyvenezer zenegépet adott el, ami a wurlitzer története során soha meg nem döntött rekord.
Néhány év alatt a piacot dominálta a szektor másik két óriása, a Seeburg és a Rock-Ola is. Az ezekben az években gyártott készülékek faszekrényesek voltak, és maximum 12 lemez kiválasztását tették lehetővé, mindegyik szigorúan 78-as fordulatszámmal. A lemezeket függőleges kötegbe rendezték, ahonnan automatikusan kivették és lejátszották őket, majd visszatették. A Seeburg volt az első, 1938-ban, amely a ma is ismert lumineszkáló műanyagokkal díszített zenegépet gyártott. A modell nagy népszerűségnek örvendett, és a versenytársak gyorsan utánozták ezeket a felületeket, ami látványosabbá, azaz vonzóbbá tette a készüléket, és lehetővé tette az eladásszám növelését.
Ebben az időszakban nagyon éles volt a verseny a termelő vállalatok között. Minden évben készült egy új modell, amelyet többnyire bérlőknek kellett eladni, akik viszontbérbe adták a lokáloknak. A még mindig tökéletesen működő eszközöket újabb modellek váltották fel, a divat által diktált fogyasztói versenyben. A városokból kivont eszközöket a vidéki területekre „átvitték”, majd kivonták a forgalomból, és baltával szétverték, még akkor is, ha semmi hibájuk nem volt. A tervezők egyre magával ragadóbb formájú készülékeket javasoltak; 1940-ben először hoztak létre olyan zenegépet, amelynek teteje nem négyzet alakú, hanem íves volt. Az ötlet zseniálisnak bizonyult, olyannyira, hogy az összes modell sorsát meghatározta a következő tíz évre. A második világháború alatt minden nagy gyártó cégnek át kellett alakítania gépeit hadianyag gyártására.
A háború előtt a városokban elavultnak számított és vidéken eladott régi eszközöket visszavásárolták, hogy pótalkatrészeket szerezzenek; a Wurlitzernek megvolt az a zseniális intuíciója, hogy olyan bútort gyártson, amely minden belső mechanizmushoz univerzálisan illeszthető. Ez tette lehetővé számára, hogy a legfényűzőbb helyiségeket láthassa el új zenegépekkel, és ez adta meg a szükséges lökést ahhoz, hogy vezető márkává váljon a szektorban.
Közvetlenül a háború után befejeződött az érmével működő gép valaha kigondolt legnagyobb reklámkampánya. Első alkalommal hirdettek zenegépet nemcsak a szórakoztatóipari szereplőknek, hanem a nagyközönségnek is; a Wurlitzer 1015-ös modellje gyorsan a szórakozás vágyának szimbólumává vált, amely a háború végén lázként fertőzte meg az amerikaiakat. A hírverés olyan erős volt, hogy egy helyszín kínálata drasztikusan megváltozhatna, ha nem lenne 1015-öse.
A magazinok egész oldalakat publikáltak a gép körül vadul táncoló fiatalok fényképeivel, a legendás zenélő játékot ábrázoló mütyűrök tucatjait gyártották, és az amerikaiak ennek az eszköznek tulajdonították a diadalt, amely az 1015-öst még ma is nagyon keresett modellnek sugalmazza a gyűjtők és amatőrök körében. Több mint 50 000 példány készült, és az azt megelőző modellekkel ellentétben az 1015-öst nem vonták ki a forgalomból, hogy lecseréljék újabb modellekre, ellenkezőleg, sok ilyen, eredetileg 78-as fordulatszámmal működő készüléket átalakítottak a 45 fordulat/perc sebességű lemezekre is, amelyek néhány éven belül betörtek a piacra.
A háború alatt lehetetlenné vált a sellak behozatala ázsiai országokból, amelyből a 78 rpm-es lemezeket készítették, ezért nagy kutatási erőfeszítésre került sor, amely gyorsan a vinyl felfedezéséhez vezetett, amelyre a mikrobarázdának köszönhetően, ugyanannyi zenét lehetett felvenni egy kisebb formátumú lemezre, amelyet szintén kisebb sebességgel, 45 ford./perccel pörgettek, nagyobb hanghűséggel.
1948-ban a technológia terén mindig élenjáró Seeburg bemutatta az M100A modellt, amely 100 lemez kiválasztását tette lehetővé, szemben a hagyományos zenegépeken lévő 24 lemezzel. Ez kemény csapás volt a Wurlitzer és más versengő márkák számára, amelyek sokat küzdöttek egy versenyképes termék létrehozásáért. Mintha ez még nem lenne elég, a Seeburg néhány hónapon belül elkészítette az M100B-t, amely 50 darab 45-ös fordulatszámú kislemez mindkét oldalát lejátszotta. Az első Wurlitzer-modell, amely képes volt szembeszállni az új Seeburgok dominanciájával, 1952-ben jelent meg, három év késéssel.

## Képgaléria

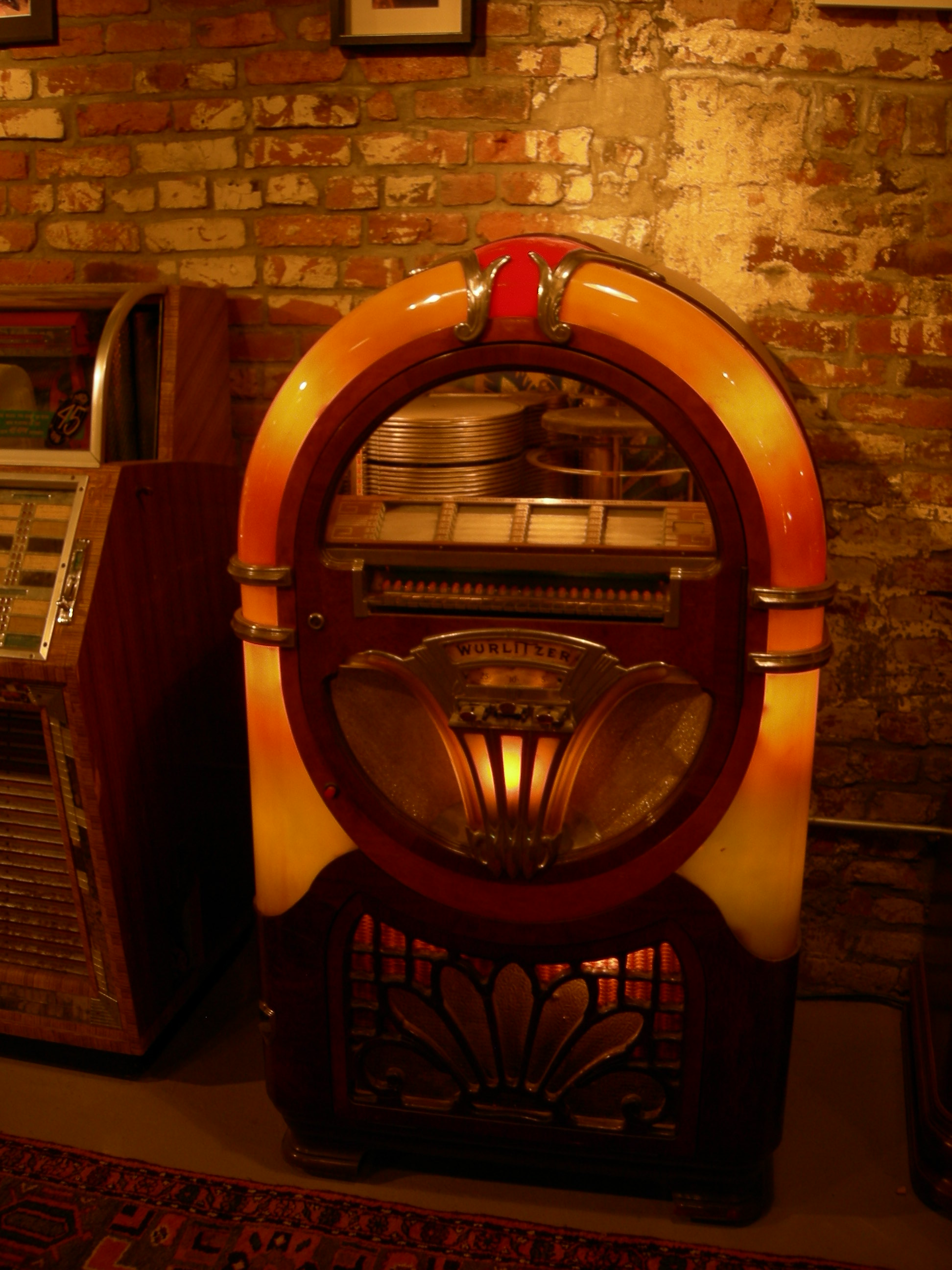
24 lemezes Wurlitzer
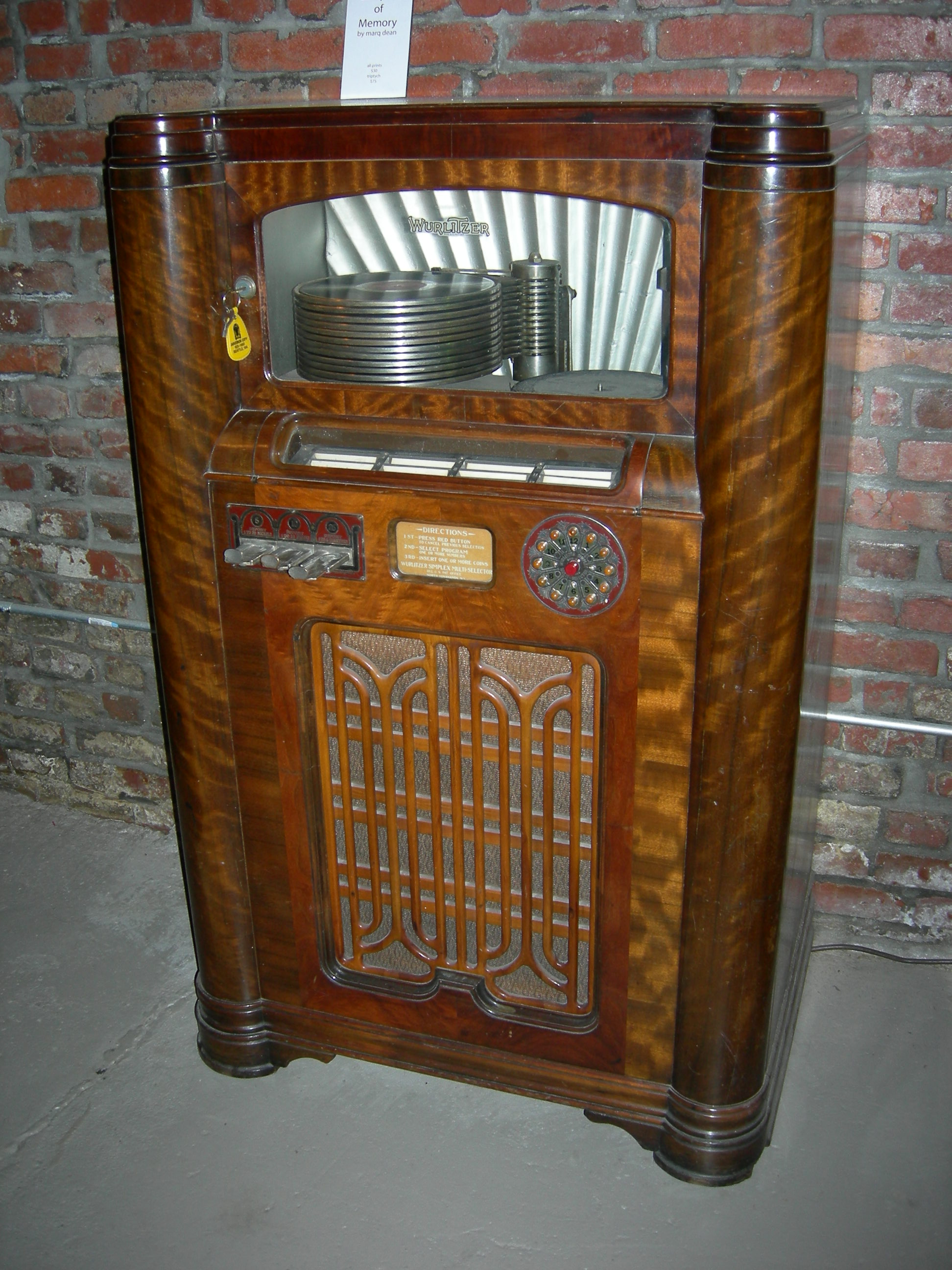
12 lemezes Wurlitzer
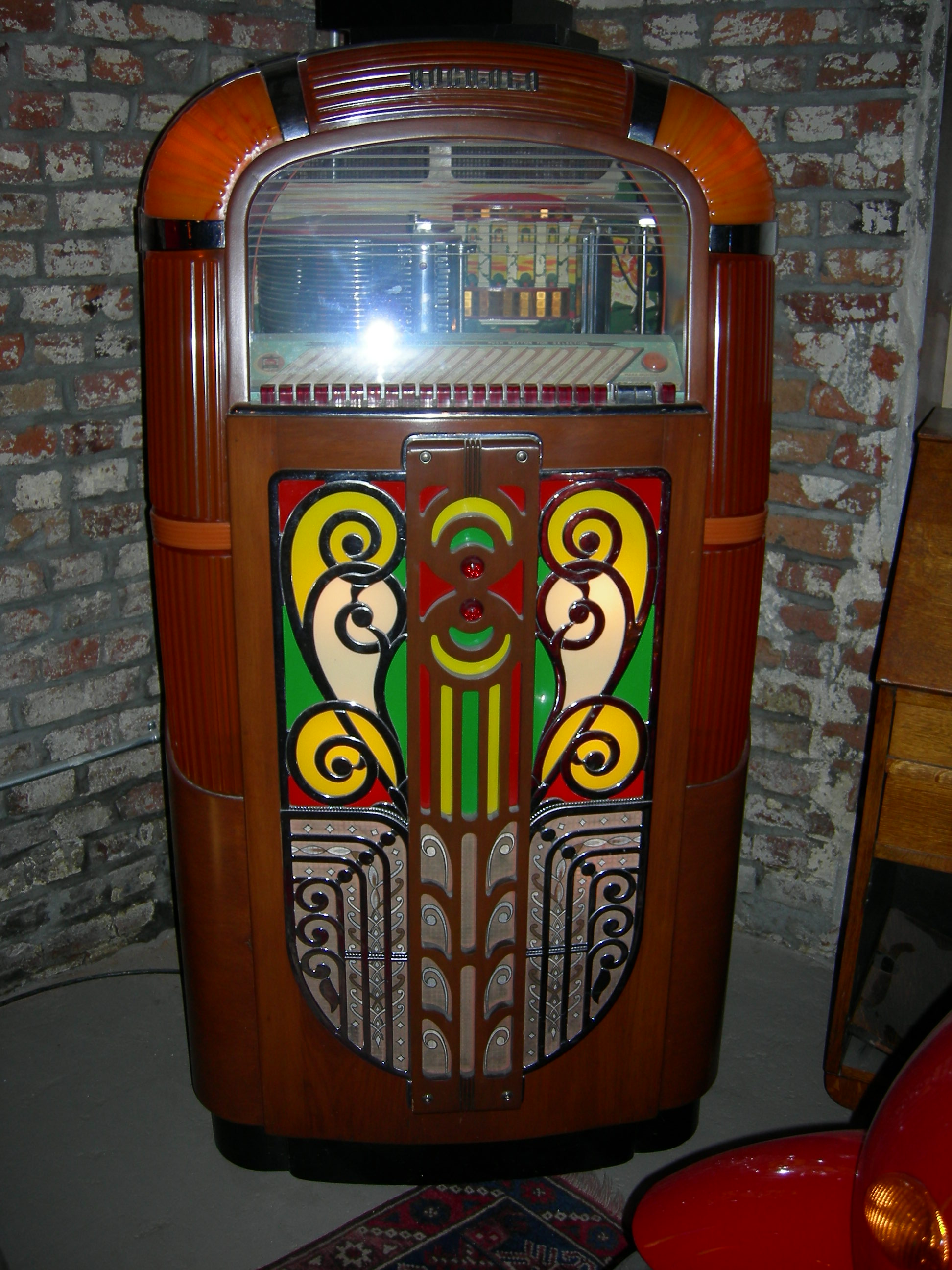
Rock-Ola
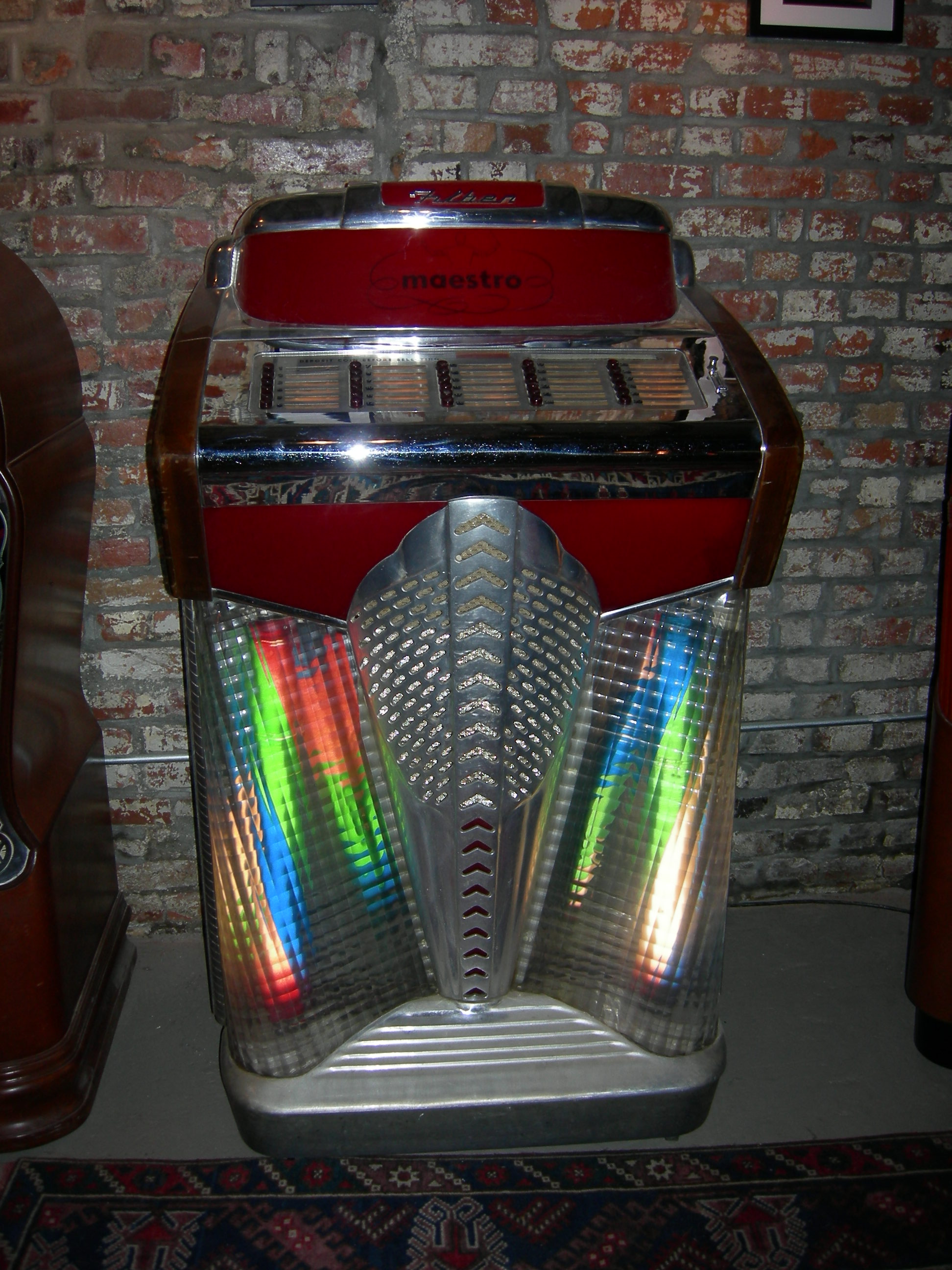
Filben Maestro
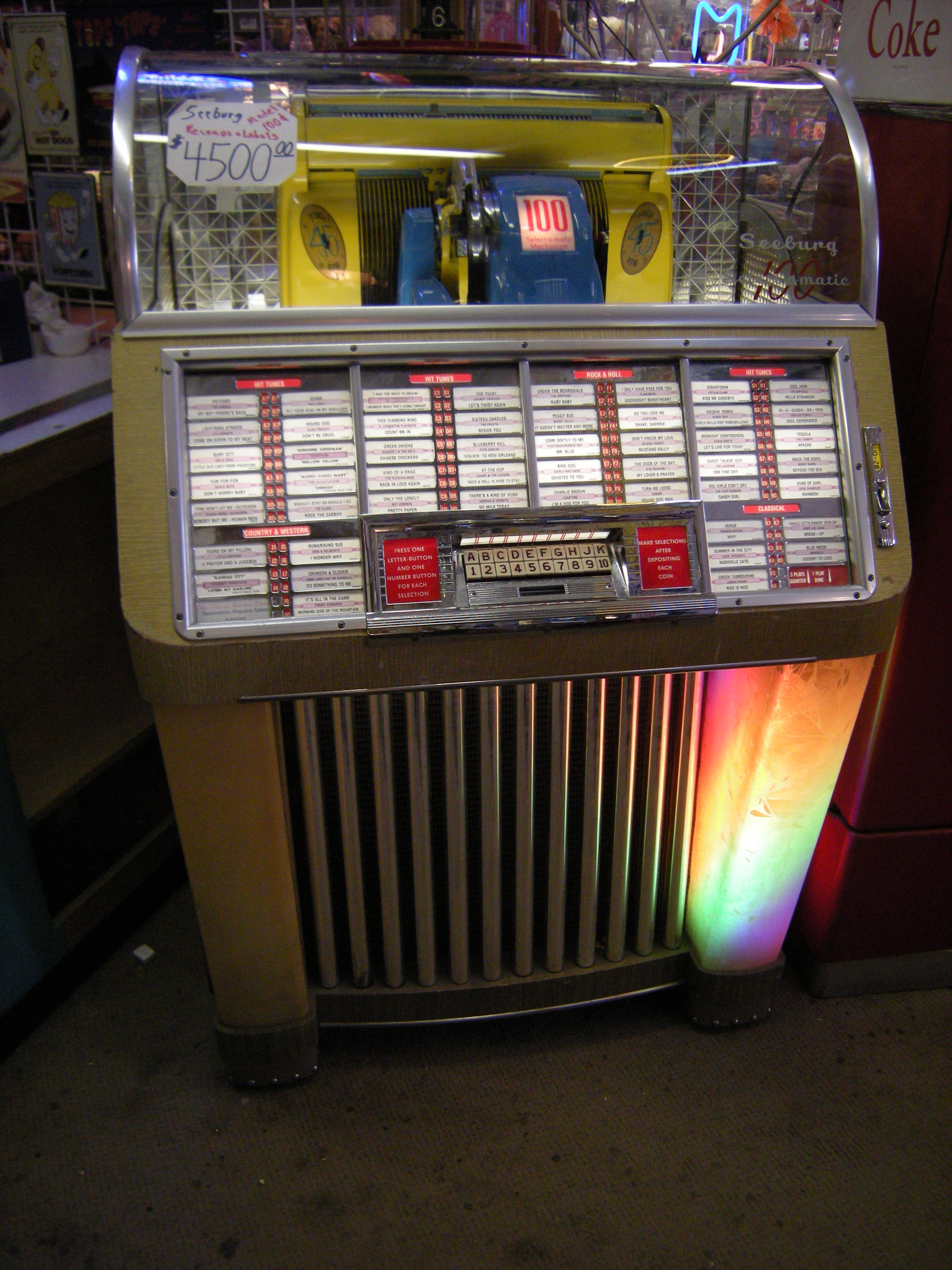
Seeburg M100C modell
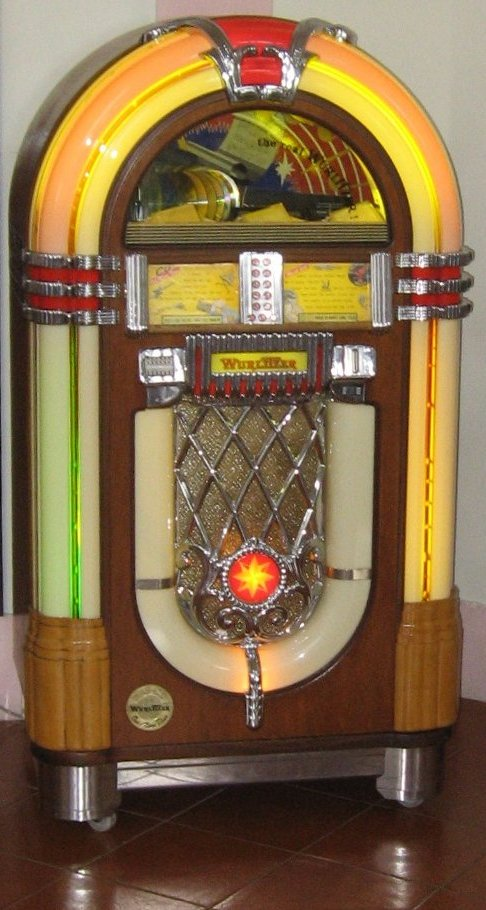
Wurlitzer 1015 modell
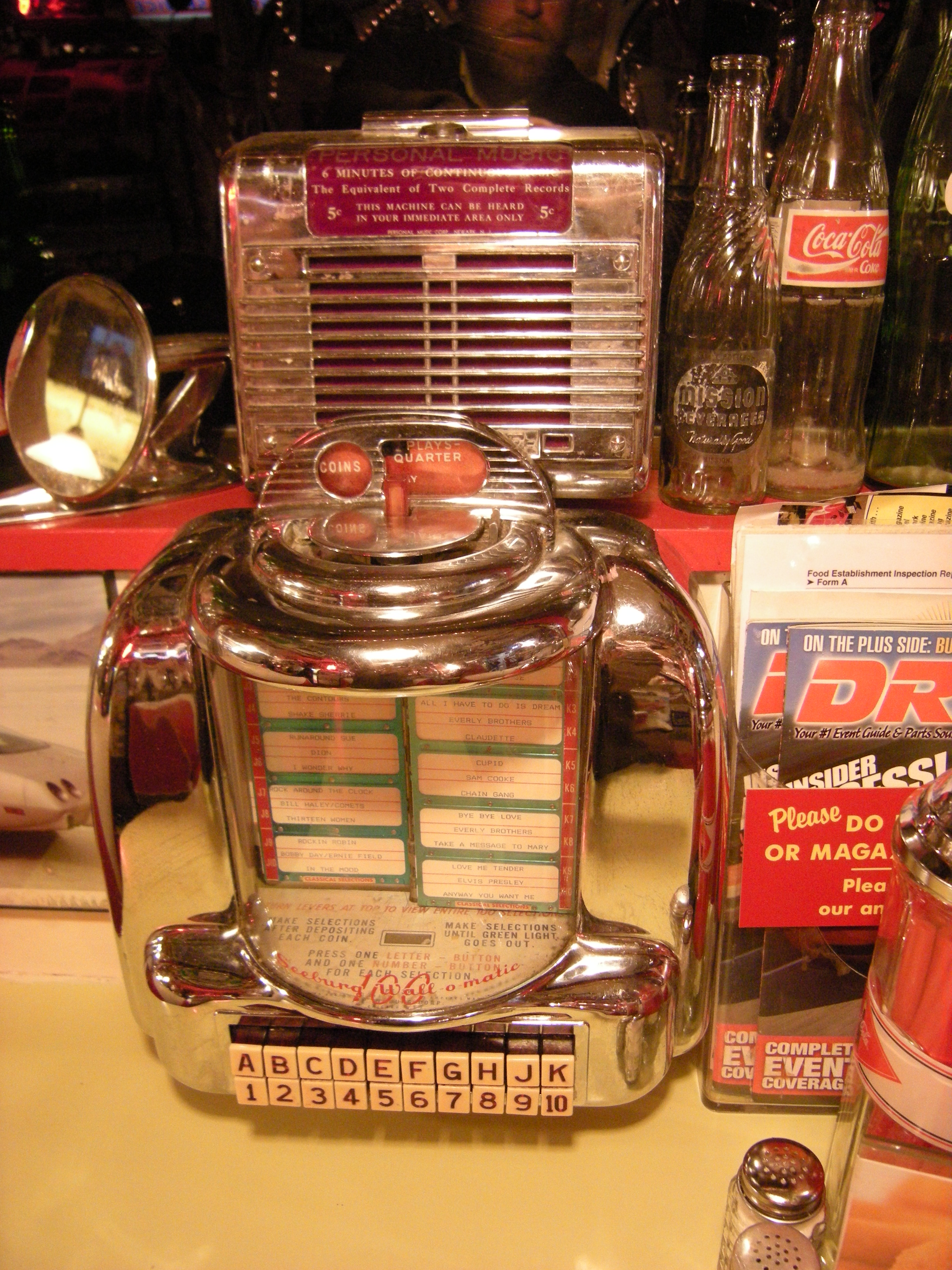
Asztali egység zenegép távirányításához
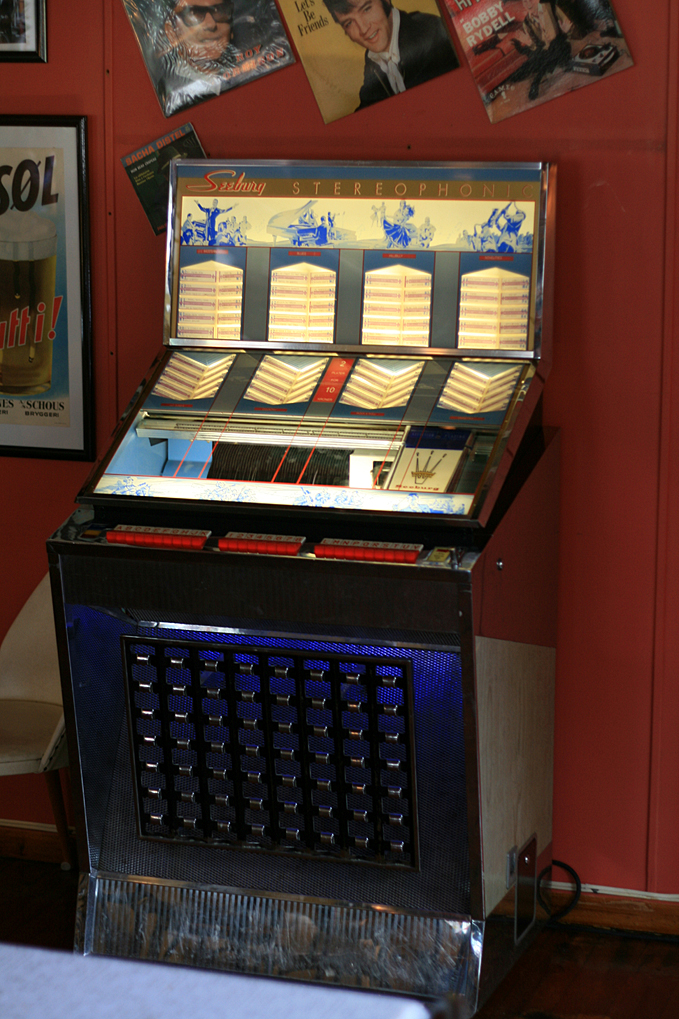
Seeburg egy norvég bárban
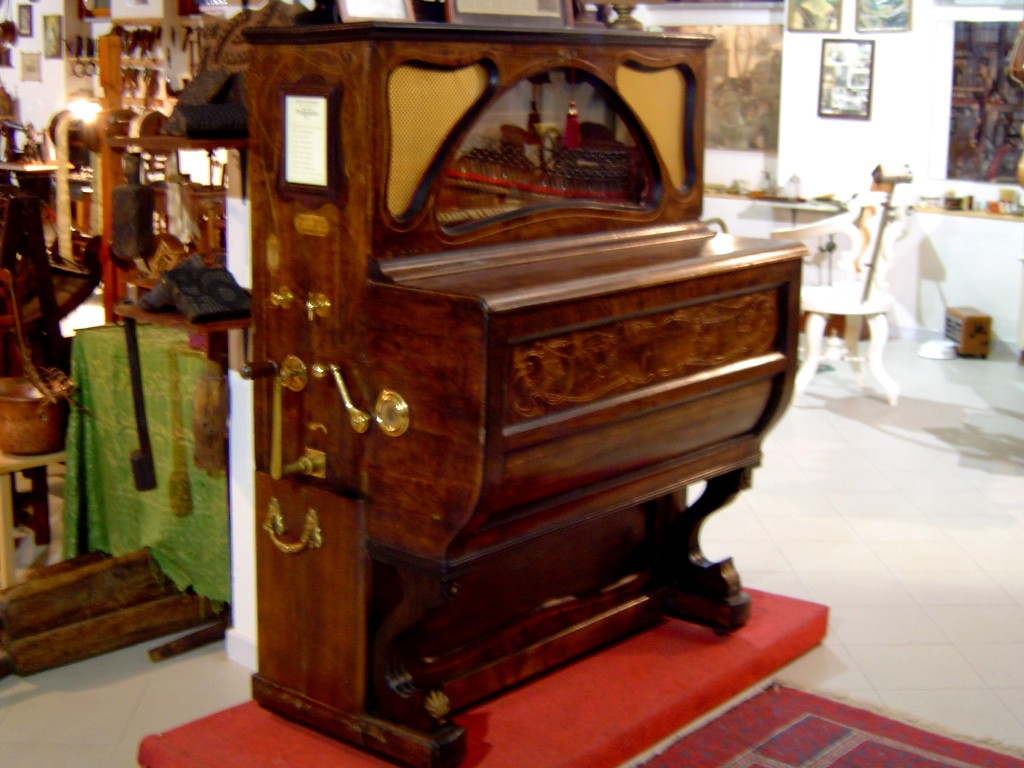
Régi zenegép a Nello Cassata Néprajzi Múzeumban

## Fordítás
- Ez a szócikk részben vagy egészben  a   Jukebox című olasz Wikipédia-szócikk ezen változatának fordításán alapul.  Az eredeti cikk szerkesztőit annak laptörténete sorolja fel. Ez a jelzés csupán a megfogalmazás eredetét és a szerzői jogokat jelzi, nem szolgál a cikkben szereplő információk forrásmegjelöléseként.

## Bibliográfia
- Alan Elliott: Az amerikai álom napi adagja: sikertörténetek, diadal és inspiráció. Rutledge Hill Press US, 1998, ISBN 1-55853-592-6
- Vincent Lynch: Amerikai Jukebox, 1938–1948: A klasszikus évek. Chronicle Books LLC. 1990, ISBN 0-87701-678-X
- Christopher Pearce: Vintage Jukeboxes. Quintett Publ. Inc. 1988, ISBN 1-55521-323-5
- Cornelia Kemp, Ulrike Gierlinger: Wenn der Groschen fällt … Münzautomaten – gestern und heute. Deutsches Museum, 1988, ISBN 3-924183-11-2
- Kerry Segrave: Jukeboxes: An American Social History. McFarland, 2002, ISBN 0-7864-6260-4
- Jerry Ayliffe: Amerikai prémium kalauz a jukeboxokhoz és nyerőgépekhez: azonosítási és értékkalauz. Books Americana Incorporated, 1991, ISBN 0-89689-082-1
- Ger Rosendahl, Luc Wildschut: Jukebox Heaven. Uniepers, 1991, ISBN 90-6825-098-1
- Dieter Ladwig: Jukebox – Musik aus dem Automaten. Paul Zsolnay Verlag, 1993, ISBN 3-552-05076-0
- Ian Brown, Nigel Hutchins, Gerry Mizera: The Ultimate Jukebox Guide 1927–1974. Pla-Mor Press, 1994, ISBN 0-9524070-0-0
- Michael Adams, Jürgen Lukas, Thomas Maschke: Musikboxen. Battenberg, Augsburg 1994, ISBN 3-89441-167-8 (angol nyelvű kiadás: Jukeboxes. Schiffer, 1996, ISBN 0-88740-876-1)
- Werner Reiß: Johann Strauß meets Elvis, Musikautomaten aus zwei Jahrhunderten (= Schriftenreihe des Preussen-Museums Nordrhein-Westfalen. Publikation 4). Arnoldsche, Stuttgart 2003, ISBN 3-89790-188-9[2]